# Gare de Zolder
La gare de Zolder (en néerlandais : station Zolder) est une gare ferroviaire belge de la ligne 15, d'Anvers à Hasselt située à Zolder, sur la commune de Heusden-Zolder dans la province de Limbourg en Région flamande.
C'est un point d'arrêt non gardé (PANG) à accès libre de la Société nationale des chemins de fer belges (SNCB) desservi par des trains Omnibus (L).

## Situation ferroviaire
Établie à 41 m d'altitude, la gare de Zolder se situe au point kilométrique (PK) 78.0 de la ligne 15, d'Anvers à Y Zonhoven entre les gares ouvertes de Heusden et de Zonhoven. La gare de Houthalen (fermée) se trouvait auparavant entre Zolder et Zonhoven.

## Histoire
La station de Zolder est mise en service le 25 octobre 1925 lorsque les Chemins de fer de l'État belge (future SNCB) mettent en service la ligne des charbonnages, actuelles sections des lignes 15, de Hasselt à Mol, et 18, de Winterslag à Eindhoven (fermée). Le bâtiment de la gare est construit en bois.
Malgré la construction d'un nouveau bâtiment de gare, en briques et en béton, la gare de Zolder ferme aux voyageurs le 26 septembre 1993. Elle rouvre en 2004. Elle a néanmoins été rétrogradée par la suite en point d'arrêt sans personnel.

## Service des voyageurs

### Accueil
Depuis la fermeture des guichets, c'est un point d'arrêt non gardé (PANG) à accès libre. L'achat des tickets s'effectue un automate de vente à proximité de l'unique quai.

### Desserte
Zolder est desservie par des trains InterCity (IC) de la SNCB circulant sur la ligne commerciale 15 : Anvers - Lierre - Mol - Hasselt (voir brochure SNCB).

## Comptage voyageurs
Le graphique et le tableau montrent le nombre de passagers qui en moyenne embarquent durant la semaine, le samedi et le dimanche.
| Nombre de voyageurs qui embarquent à la gare de Zolder | Nombre de voyageurs qui embarquent à la gare de Zolder | Nombre de voyageurs qui embarquent à la gare de Zolder | Nombre de voyageurs qui embarquent à la gare de Zolder |
|                                                        | Semaine                                                | Samedi                                                 | Dimanche                                               |
| ------------------------------------------------------ | ------------------------------------------------------ | ------------------------------------------------------ | ------------------------------------------------------ |
| 1977                                                   | 33                                                     | 44                                                     | 20                                                     |
| 1978                                                   | 43                                                     | 41                                                     | 32                                                     |
| 1979                                                   | 38                                                     | 38                                                     | 36                                                     |
| 1980                                                   | 55                                                     | 34                                                     | 28                                                     |
| 1981                                                   | 38                                                     | 23                                                     | 33                                                     |
| 1982                                                   | 37                                                     | 36                                                     | 32                                                     |
| 1983                                                   | 40                                                     | 26                                                     | 45                                                     |
| 1984                                                   | 29                                                     | 21                                                     | 57                                                     |
| 1985                                                   | 30                                                     | 22                                                     | 38                                                     |
| 1986                                                   | 27                                                     | 22                                                     | 35                                                     |
| 1987                                                   | 34                                                     | 23                                                     | 20                                                     |
| 1988                                                   | 36                                                     | 27                                                     | 51                                                     |
| 1989                                                   | 24                                                     | 28                                                     | 41                                                     |
| 1990                                                   | 28                                                     | 24                                                     | 28                                                     |
| 1991                                                   | 40                                                     | 48                                                     | 26                                                     |
| 1992                                                   | 44                                                     | 16                                                     | 35                                                     |
| 1993                                                   | -                                                      | -                                                      | -                                                      |
| 1994                                                   | -                                                      | -                                                      | -                                                      |
| 1995                                                   | -                                                      | -                                                      | -                                                      |
| 1996                                                   | -                                                      | -                                                      | -                                                      |
| 1997                                                   | -                                                      | -                                                      | -                                                      |
| 1998                                                   | -                                                      | -                                                      | -                                                      |
| 1999                                                   | -                                                      | -                                                      | -                                                      |
| 2000                                                   | -                                                      | -                                                      | -                                                      |
| 2001                                                   | -                                                      | -                                                      | -                                                      |
| 2002                                                   | -                                                      | -                                                      | -                                                      |
| 2003                                                   | -                                                      | -                                                      | -                                                      |
| 2004                                                   | 56                                                     | 41                                                     | 52                                                     |
| 2005                                                   | 96                                                     | 35                                                     | 50                                                     |
| 2006                                                   | 98                                                     | 32                                                     | 43                                                     |
| 2007                                                   | 137                                                    | 41                                                     | 86                                                     |
| 2008                                                   | -                                                      | -                                                      | -                                                      |
| 2009                                                   | 125                                                    | 48                                                     | 64                                                     |
| 2010                                                   | -                                                      | -                                                      | -                                                      |
| 2011                                                   | -                                                      | -                                                      | -                                                      |
| 2012                                                   | 177                                                    | 42                                                     | 50                                                     |
| 2013                                                   | 138                                                    | 41                                                     | 58                                                     |
| 2014                                                   | 146                                                    | 46                                                     | 67                                                     |
| 2015                                                   | 108                                                    | 22                                                     | 61                                                     |
| 2016                                                   | 103                                                    | 22                                                     | 31                                                     |
| 2017                                                   | 114                                                    | 19                                                     | 42                                                     |
| 2018                                                   | 125                                                    | 40                                                     | 50                                                     |
| 2019                                                   | 123                                                    | 38                                                     | 37                                                     |
| 2020                                                   | 66                                                     | 23                                                     | 18                                                     |
| 2021                                                   | -                                                      | -                                                      | -                                                      |
| 2022                                                   | 97                                                     | 16                                                     | 13                                                     |
| 2023                                                   | 93                                                     | 66                                                     | 61                                                     |
| 2024                                                   | 110                                                    | 17                                                     | 37                                                     |

Ancien bâtiment en bois (1978)
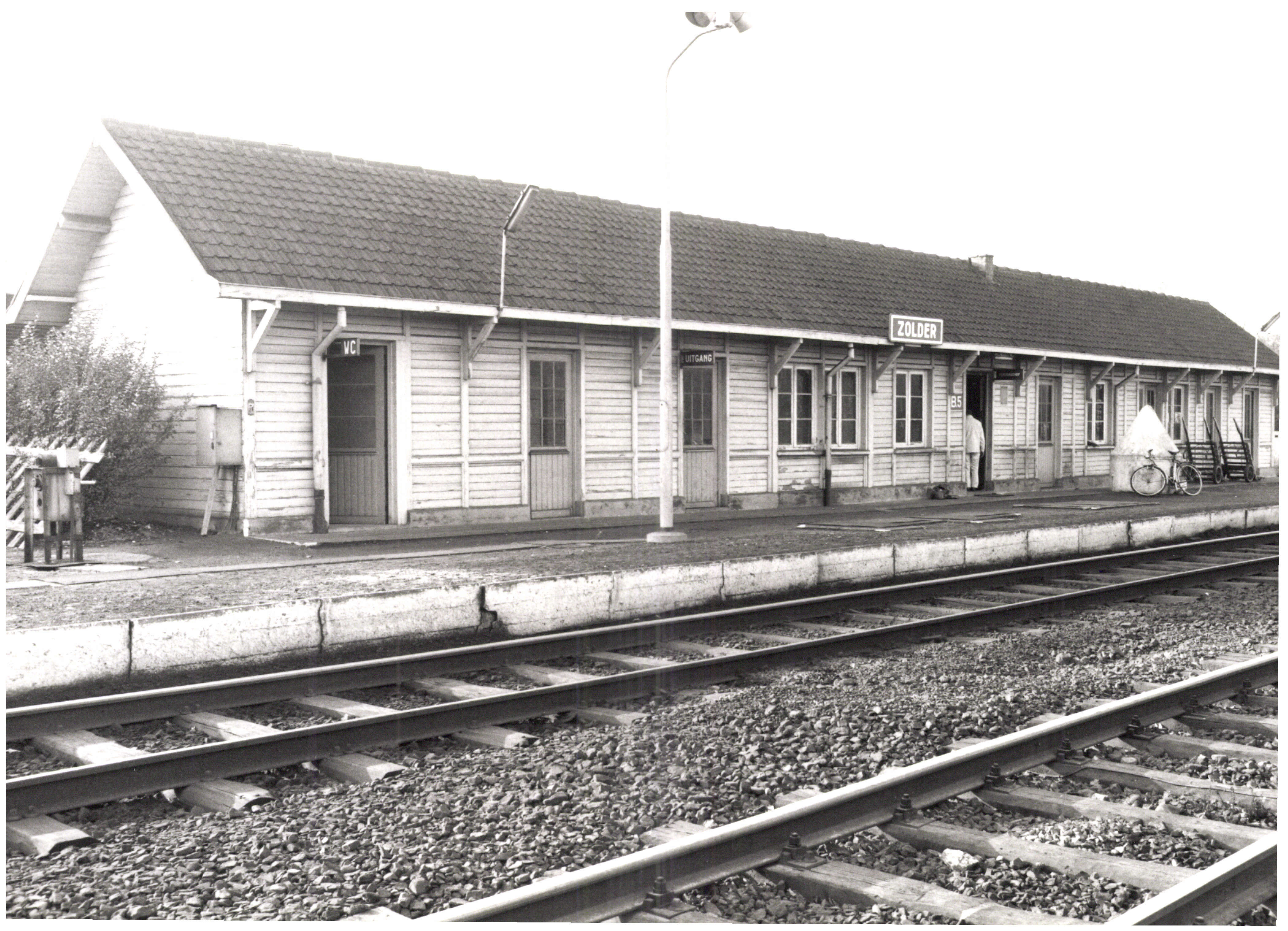
Bâtiment de treize travées.
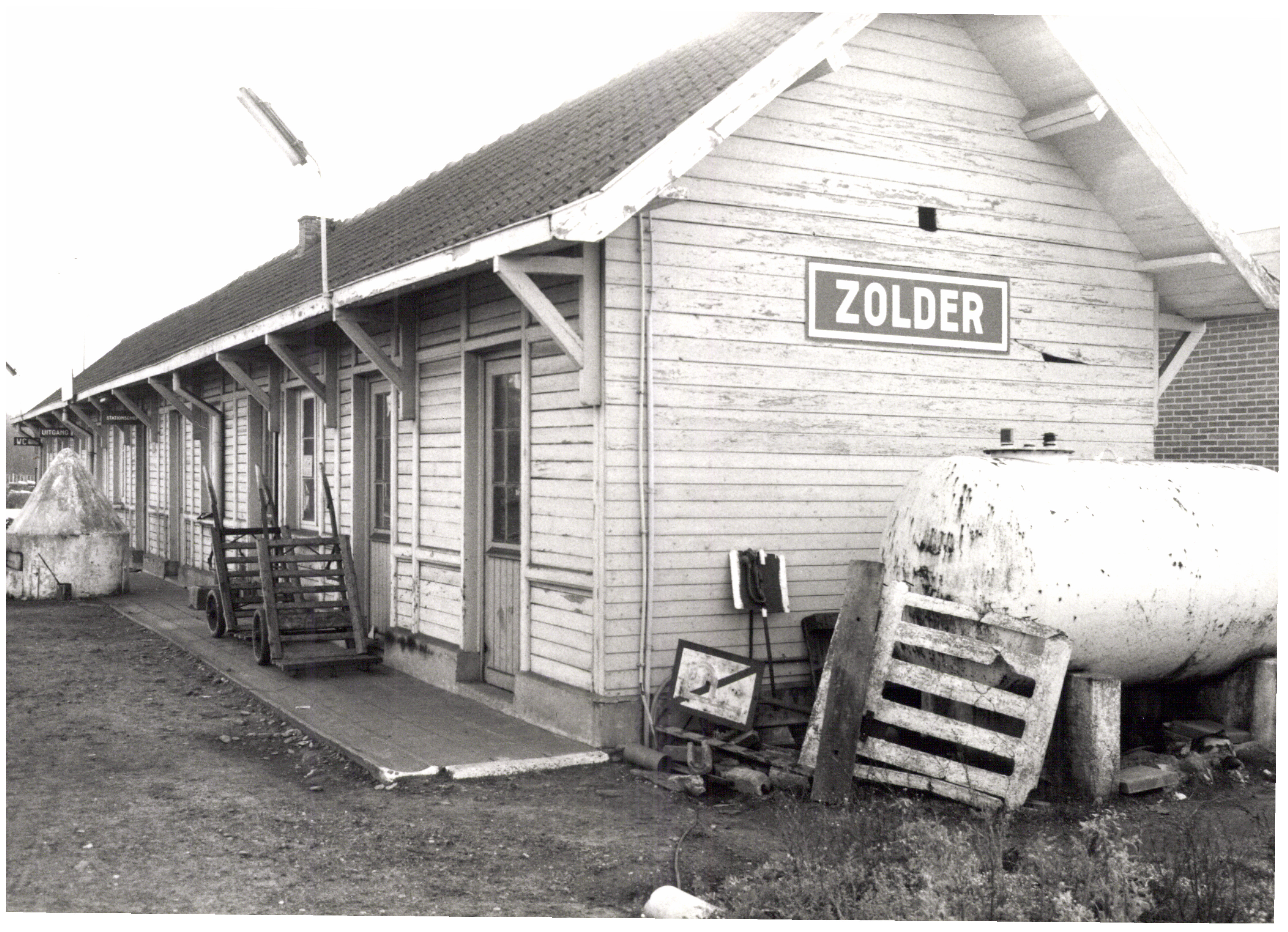
Abri antiaérien (à gauche).
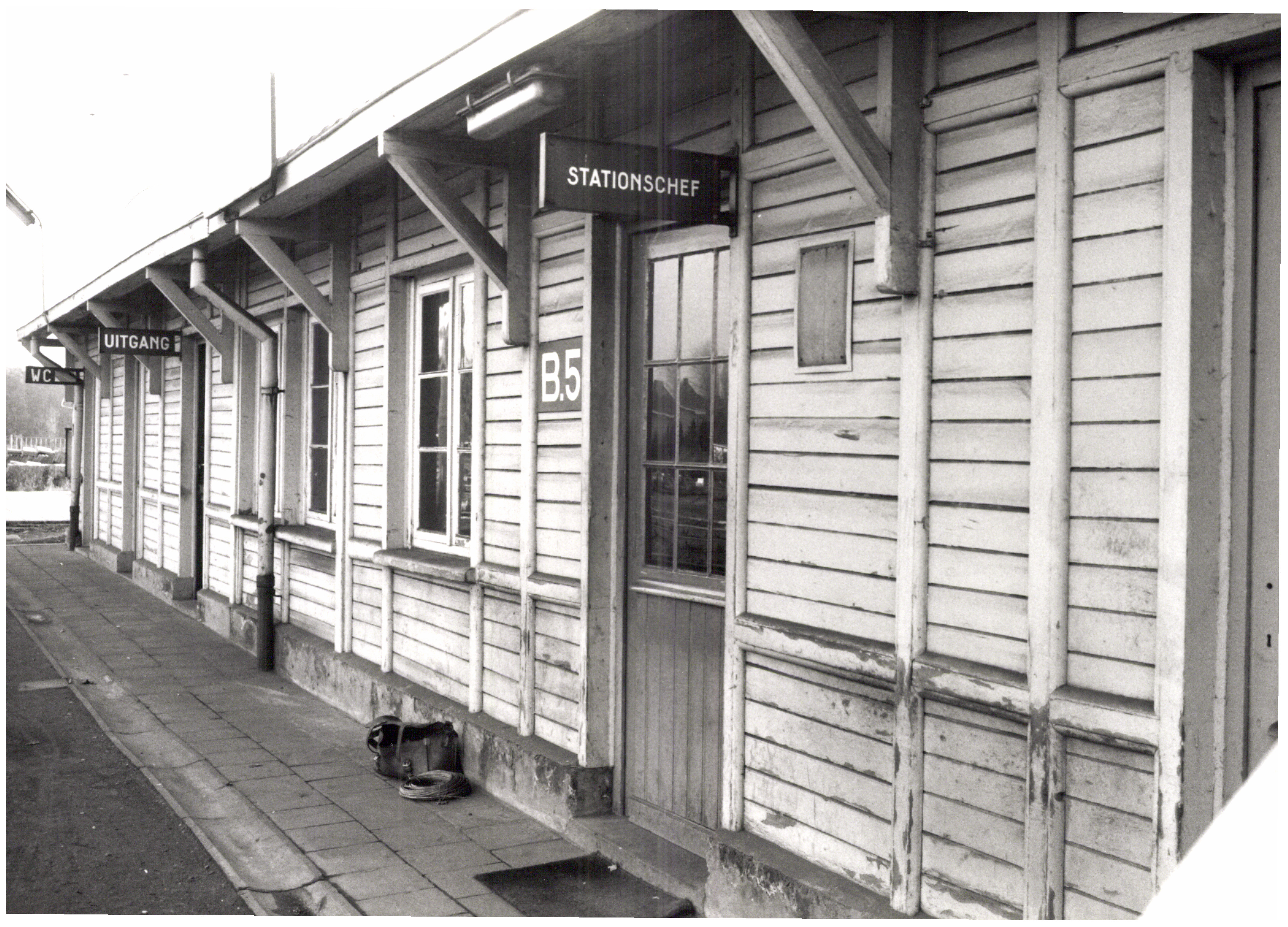
Porte du chef de gare.
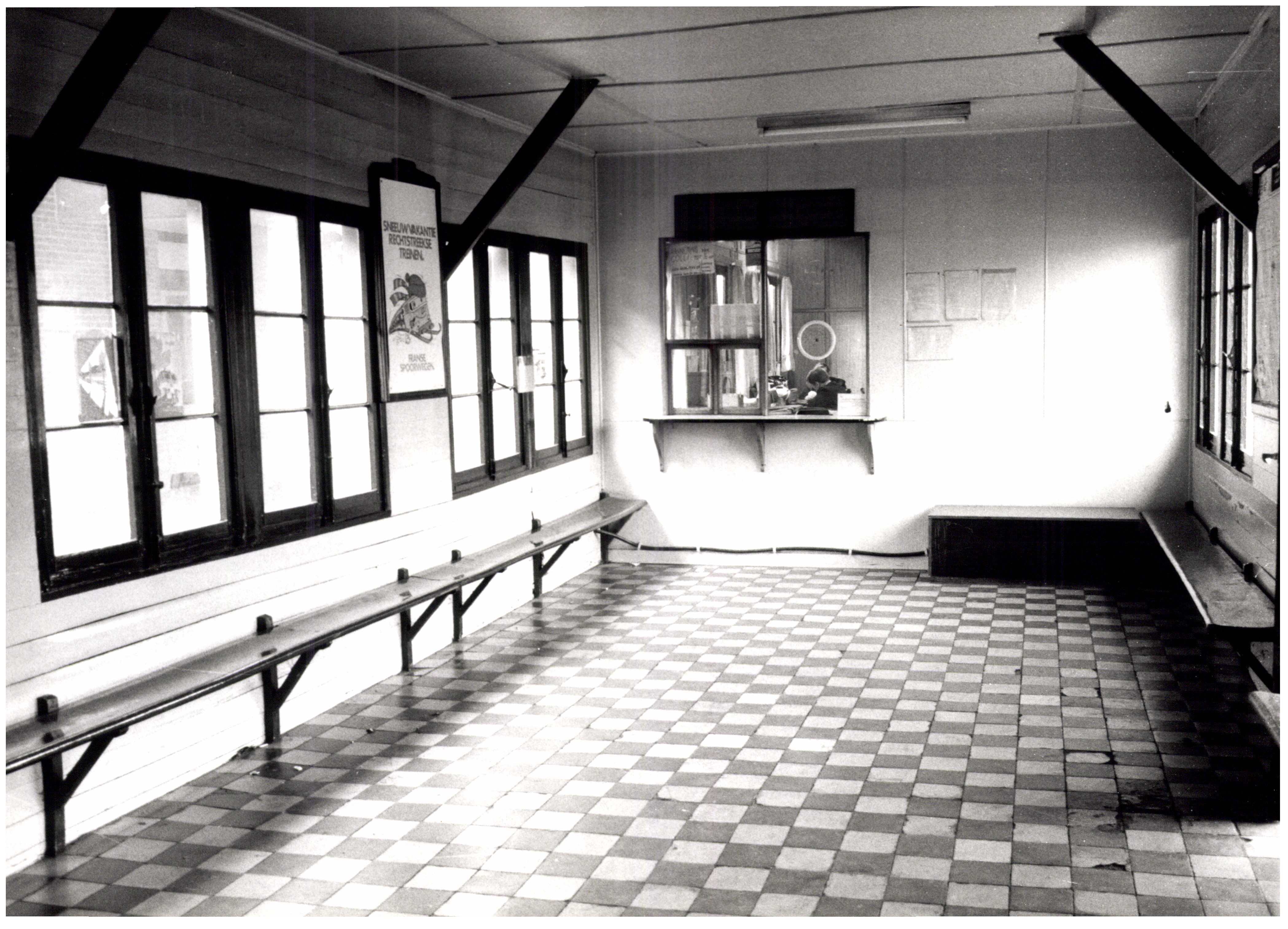
Guichet.
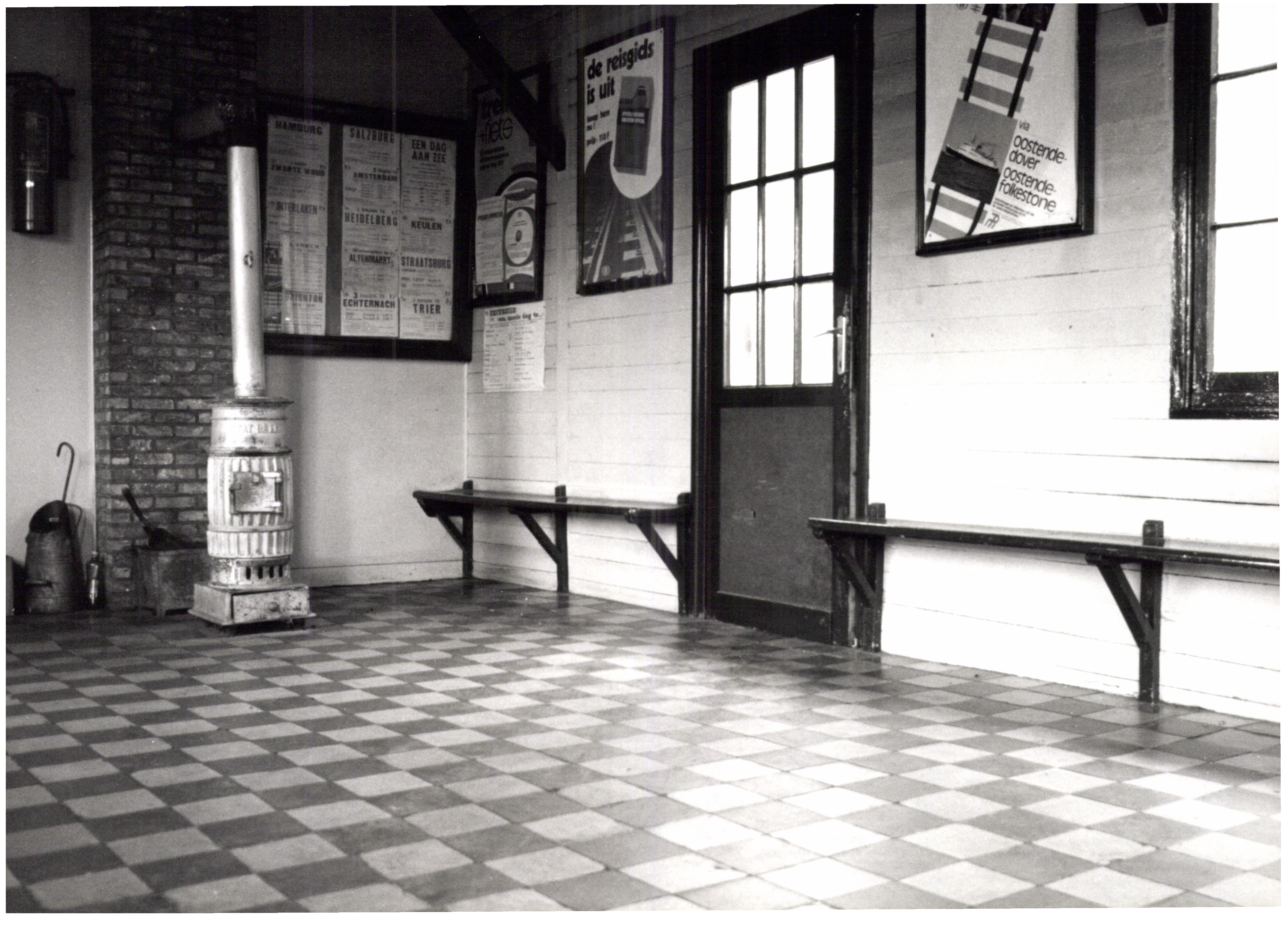
Poêle.
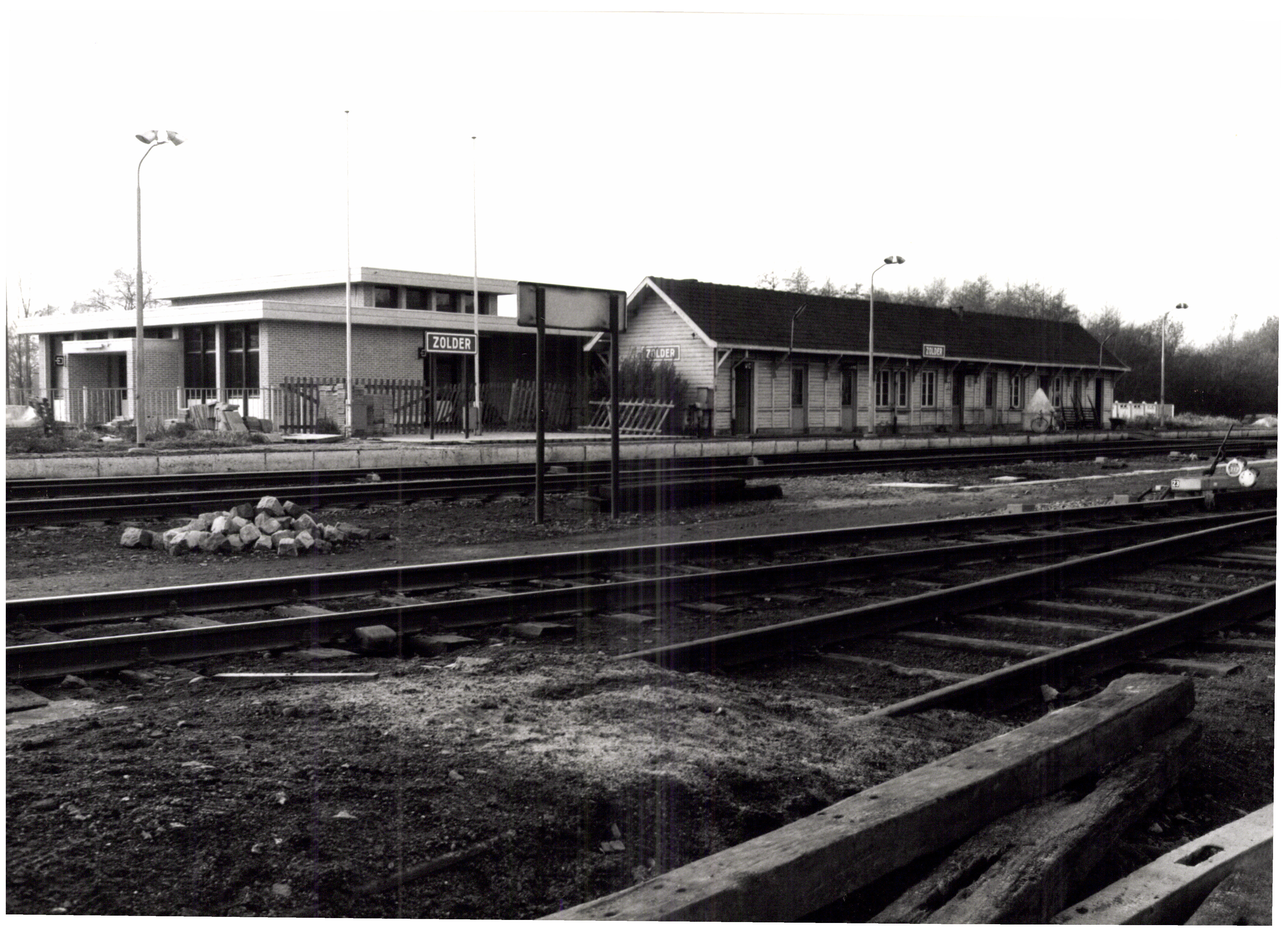
Nouveau bâtiment (à gauche).